# Махарадзе, Георгий Константинович
Георгий Константинович Махарадзе (груз. გიორგი კონსტანტინოვიჩ მახარაძე; 1898 — 20 июня 1938) — советский партийный деятель.

## Биография
Член РСДРП(б) с июля 1917 года.
В 1929—1930 годах работал в Нижне-Волжском крае ответственным секретарём Хопёрского окружного комитета ВКП(б)
С 1932 по декабрь 1933 был первым секретарём Чеченского обкома ВКП (б). После чего, назначен председателем Организационного бюро Северо-Кавказского краевого комитета ВКП (б) по Чечено-Ингушской автономной области. На этой должности работал до 8 января 1934 года.
8 января 1934 назначен первым секретарём Чечено-Ингушского областного комитета ВКП (б). В том же году, переведен на работу в Москву заместителем начальника Главного управления рыбной промышленности Народного комиссариата пищевой промышленности СССР.
11 июня 1937 был арестован по обвинению в участии в контрреволюционной террористической организации.
20 июня 1938 года Военной коллегией Верховного суда СССР приговорён к высшей мере наказания. В тот же день расстрелян на полигоне Коммунарка Московской области.